# Бат I
Бат I (на старогръцки: Βάττος е основател на гръцката колония Киренайка (днес Либия) и град Кирена през 7 век пр.н.е.. Той е първият гръцки цар в Африка от около 631 пр.н.е. до 599 пр.н.е. (или 630 – 600 пр.н.е.) и основавател на династията Батиади, която управлява до около 440 пр.н.е.
Той е син на Полймнаст от Тера и на Фронима, дъщеря на Етеарх, цар на Оаксос на Крит. Първо Бат се казвал Аристотел. Под негово ръководство гръцките колонисти, дошли от остров Тера в Северна Африка, основават през 631 пр.н.е. колонията Кирена. Бат управлява 40 години. Гробът му се намира в Агората на Кирена. Негов наследник е синът му Аркесилай I (599 – 583 пр.н.е.) (600 – 583 пр.н.е.).